# Meddle
Meddle és el sisè disc del grup britànic de rock progressiu Pink Floyd, que va aparèixer el 1971. Aquest àlbum marca un trencament amb tota la producció anterior, ja que entra de ple en el rock progressiu, so dominant en el grup a partir d'aquest disc, i s'abandona el rock psicodèlic i simfònic; per a molts, aquest disc representa el naixement dels Pink Floyd tal com els coneixem avui en dia.
Es va gravar en diversos estudis d'enregistrament de la zona de Londres, i entre ells, els estudis Abbey Road. Sense material nou amb el qual treballar i sense tenir una idea clara de la direcció que volien que prengués l'àlbum, la banda va desenvolupar una sèrie d'experiments nous que finalment van servir d'inspiració per a la pista més coneguda de l'àlbum, «Echoes». Encara que molts dels àlbums següents del grup se centrarien en una temàtica única amb lletres escrites majoritàriament per Roger Waters, Meddle va ser un esforç grupal amb contribucions líriques de cada un dels components del grup.
Es va gravar i produir entre les obligacions de les gires, concretament entre els mesos de gener i d'agost de 1971. Les ressenyes dels crítics musicals van ser relativament bones i malgrat que va ser un èxit comercial al Regne Unit, la mediocre publicitat del seu distribuïdor estatunidenc el va portar a resultar un fracàs de vendes a l'esmentat país.

## Enregistrament
En tornar d'una sèrie de gires de promoció d'Atom Heart Mother pels Estats Units i el Regne Unit, la banda va començar a treballar en el nou material als Estudis Abbey Road a començaments de 1971; concretament, el dia 4 de gener la banda va començar una estada d'una setmana als citats estudis, amb els dos enginyers John Leckie i Peter Brown, per a començar a enregistrar noves idees per al nou àlbum. Va ser la primera vegada que la banda va treballar en la composició a l'estudi des d'A Saucerful of Secrets de 1968, però Abbey Road només tenia enregistradores de vuit pistes, fet que Pink Floyd va trobar insuficient per satisfer les demandes tècniques del projecte. Van transferir les millors peces, i entre elles, l'obertura d'Echoes, a cintes de 16 pistes en estudis més petits de Londres (Estudis Air i Morgan a West Hampstead) i van reprendre el treball amb l'avantatge de tenir a la seva disposició un equipament d'enregistrament més flexible. Els principals enregistraments de les sessions d'Abbey Road i Air van ser fets pels enginyers John Leckie i Peter Bown, mentre que per als treballs menors dels estudis Morgan a West Hampstead els encarregats van ser Rob Black i Roger Quested.

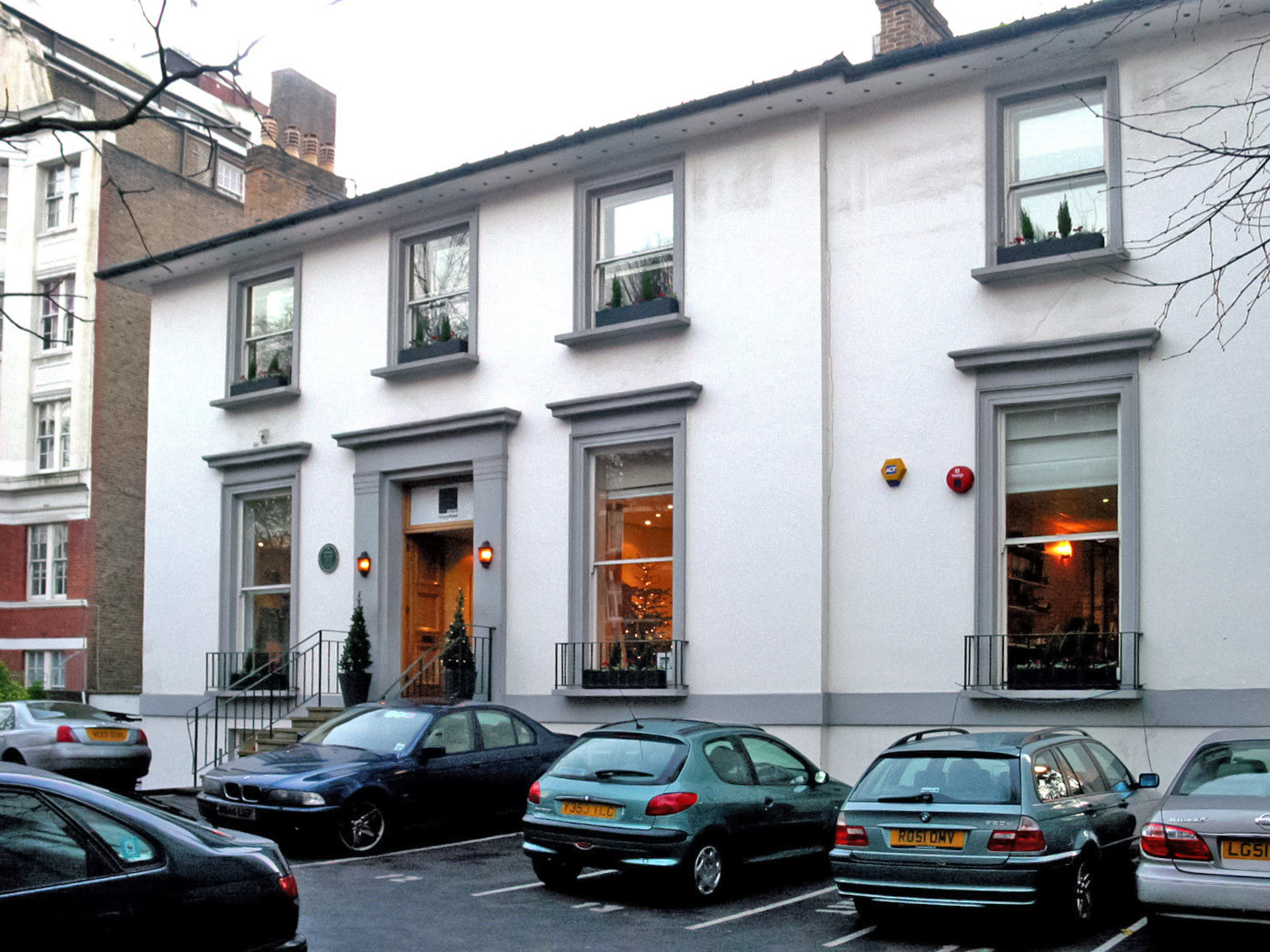
Abbey Road només tenia enregistradores de vuit pistes, fet pel qual van gravar també en altres estudis de la zona de Londres.

En no tenir un tema central per al projecte, van usar diversos experiments en un intent divergent d'estimular el procés creatiu. Un d'aquests exercicis consistia que cada membre treballés en una pista diferent sense cap referència del que feien els altres. El tempo era totalment aleatori mentre la banda tocava sobre una estructura d'acords programada, fent ús d'idees com per exemple «els primers dos minuts romàntics, els dos següents pugem el tempo». Es va gravar i etiquetar tot, però el procés va ser improductiu, ja que després de diverses setmanes no es va aconseguir completar cap cançó.
John Leckie havia treballat en àlbums com All Things Must Pass de George Harrison i Sentimental Journey de Ringo Starr, pel que va ser contractat com a operador per a Meddle, en part també per la seva propensió a treballar fins i tot a altes hores de la matinada. Les sessions de Pink Floyd sovint començaven a la tarda i acabaven a primera hora del matí, « ...durant les quals no s'acabava res. No hi havia cap contacte amb la companyia discogràfica, excepte quan de tant en tant venia el seu mànager amb un parell d'ampolles de vi i un parell de porros». Pel que sembla el grup es passava llargs períodes treballant amb sons simples, o en un riff de guitarra en particular. També van passar diversos dies als estudis Air, intentant crear música amb una gran varietat d'objectes casolans, projecte que reprendrien en el període entre els seus dos següents discos The Dark Side of the Moon i Wish You Were Here.
Després d'aquests primers experiments (ells els van anomenar «Nothings»), la banda va crear Son Of Nothings, seguit de Return Of The Son Of Nothings (originalment el títol del nou àlbum). Una d'aquestes primeres obres incloïa el piano de Richard Wright. Wright va alimentar un Altaveu Leslie amb una sola nota, produint així un so semblant a l'emès pel sonar d'un submarí, anomenat «ping». Per més que la banda va intentar recrear aquest so a l'estudi no van poder, pel que van utilitzar la demo original en el qual després es convertiria en Echoes, mesclat gairebé de forma exclusiva als estudis Air. Combinant-lo amb la guitarra de David Gilmour, van poder desenvolupar més la pista, experimentant amb efectes de so accidentals (com el so que emet la guitarra en el moment d'endollar-la al pedal wah-wah, però emès del revés). Al contrari del que ocorregués amb Atom Heart Mother les noves possibilitats que donava l'estudi referent a l'enregistrament multipista els va permetre crear la cançó per etapes. Finalment, la pista de 23 minuts de durada ocuparia tota la Cara B de l'àlbum.
One Of These Days es va desenvolupar al voltant d'una línia de baix en ostinato creada per Roger Waters. Waters i David Gilmour van tocar la línia usant dos baixos elèctrics, un d'ells amb les cordes desgastades. La línia abstrusa de Nick Mason «One of these days I'm going to cut you into little pieces» (Un d'aquests dies us tallaré en trossets petits) es va gravar al doble de velocitat usant la veu en falset, per a després reproduir-lo a velocitat normal.
Meddle es va gravar a cavall de les obligacions de la banda, fet que va provocar que la producció s'allargués en el temps. Van gravar a la primera meitat d'abril (el dia 8 van iniciar una setmana de gravacions), encara que a la segona part del mes van tocar a Doncaster i Norwich per tornar a la fi del mes i continuar gravant. Al maig van dividir el seu temps entre sessions a Abbey Road i diversos assajos, i concerts a Londres, Lancaster, Stirling, Edimburg, Glasgow i Nottingham. Van passar la major part dels mesos de juny i juliol tocant per Europa, l'agost a països de l'est i a Austràlia, el setembre a Europa, i l'octubre i el novembre als Estats Units. El 19 de juliol de 1971 van passar dels estudis Abbey Road als Morgan's Sound Studios per a seguir treballant amb la gravació de Meddle.
Al mateix període la banda va editar Relics, un àlbum recopilatori d'alguns dels treballs de la primera època de Pink Floyd. Es va preparar una barreja quadrifònica de l'àlbum als estudis Command entre el 21 i el 26 de setembre, tot i que mai no va arribar a llançar-se al mercat.

## Composició

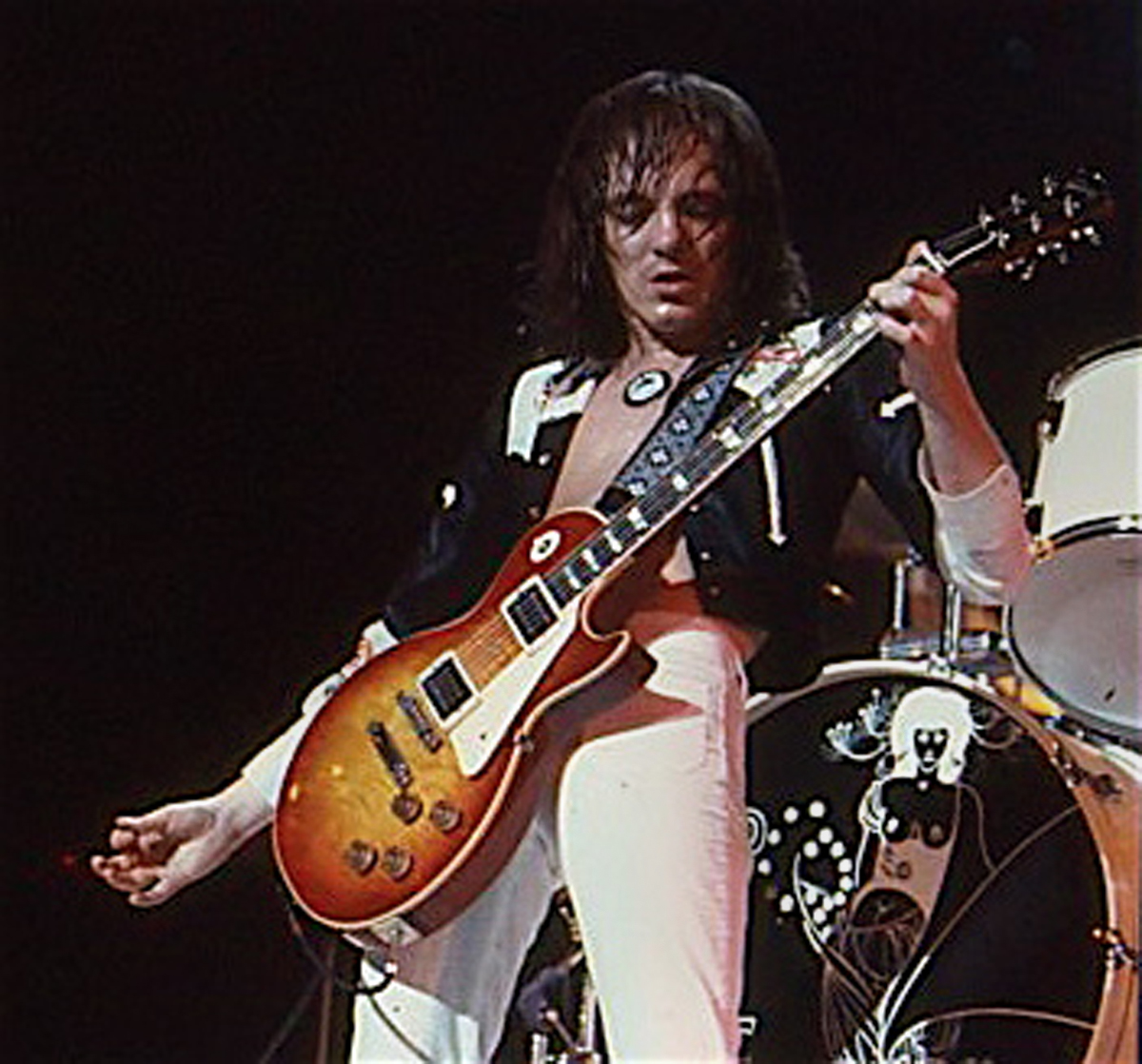
La pista «Seamus» inclou els udols del gos de Steve Marriott.

Malgrat que les pistes són diferents entre si Meddle és considerat generalment com un àlbum més cohesiu que el seu predecessor de 1970 «Atom Heart Mother». A«A Pillow Of Winds» segueix a l'instrumental «One Of These Days» i es distingeix per ser de les poques cançons d'amor acústiques i tranquil·les de tot el catàleg de Pink Floyd. Les dues cançons es fusionen entre si amb un efecte de so de vent, anticipant-se a la tècnica que després usarien a Wish You Were Here. El títol «A Pillow of Winds» es va inspirar en els jocs de Mah-jong a què Waters i Mason, conjuntament amb les seves respectives esposes, jugaven durant unes vacances al sud de França.
La cançó «Fearless» (el terme és l'equivalent a 'formidable' en l'argot futbolístic) usa enregistraments a peu de camp dels seguidors del Liverpool F.C. cantant el seu himne «You'll Never Walk Alone», que ajuda que la cançó arribi a terme amb una forta baixada de volum amb reverb. «San Tropez», al contrari, és un cançó pop amb tocs jazz composta per Waters amb un tempo shuffle. La cançó es va inspirar en el viatge de la banda al sud de França el 1970. Pink Floyd fa una petita picada d'ull al seu sentit de l'humor amb «Seamus», una pista nova pseudoblues amb la participació del gos de Steve Marriott (que en aquell moment cuidava Gilmour) udolant. «Seamus» sovint apareix en les llistes de les pitjors cançons de tota la història de Pink Floyd; tot i això, la banda va continuar usant sons d'animals, a l'àlbum Animals.
L'última cançó del disc és la pista de 23 minuts de durada titulada «Echoes», de tan llarga durada de resultes de la combinació de 36 fragments independents que foren reinterpretats i editats per arribar a la peça final. Entre els noms que es coneixen que van formar aquest tema tenim: «Nothing: Parts One To Thirty Six», «We Won The Double» i «Return of the Son of Nothing», títol amb el qual es va interpretar per primera vegada a Norwich el 22 d'abril de 1971; li van dedicar aproximadament sis mesos en tres estudis diferents (Morgan, Air i Abbey Road). La pista comença amb el «ping» de Richard Wright, so creat pràcticament de forma accidental per part de Wright. «Echoes» es va gravar gairebé completament als estudis Air i es va completar el juliol de 1971. També va servir per donar-li nom a l'àlbum recopilatori Echoes: The Best of Pink Floyd, en el qual es va incloure una edició molt retocada de la pista. En l'esmentada versió, la cançó sofreix moltes edicions fins a rebaixar el temps de durada en uns set minuts. Part del material compost durant la preparació de Meddle no va arribar a utilitzar-se mai, encara que una d'aquestes cançons sí que va arribar a veure la llum convertida en «Brain Damage», a l'àlbum The Dark Side of the Moon.

## Presentació
El títol del disc Meddle és un joc de paraules entre medal («medalla») i meddle («interferir»), ja que ambdues es pronuncien de forma idèntica. Al principi, Storm Thorgerson va suggerir un primer pla de l'anus d'un babuí per a la fotografia de la portada. Va ser desautoritzat per la banda, que el va informar a través d'una trucada internacional, mentre estaven de gira pel Japó, que preferien una «orella sota l'aigua». La fotografia la va realitzar Bob Dowling. La imatge representa una orella, sota l'aigua, recollint ones de so (representades com rínxols a l'aigua). Thorgerson ha mostrat estar poc satisfet amb la portada, arribant a dir que és la que li agrada menys de totes les portades dels àlbums de Pink Floyd:
| «                  | «Crec que Meddle és molt millor disc que la seva portada» | » |
| — Storm Thorgerson |                                                           |   |

Aubrey Powell (col·lega de Thorgerson) comparteix aquesta idea, comentant que:
| «               | «Meddle és un desastre. Odio aquesta portada. Crec que no els vam fer justícia en això en absolut; es nota desganat». | » |
| — Aubrey Powell | |   |

La carpeta interior desplegable conté una fotografia grupal de la banda (l'última de Pink Floyd fins a A Momentary Lapse of Reason de 1987).

## Llançament i acollida
Meddle es va llançar al mercat el 30 d'octubre de 1971 als Estats Units a través de la discogràfica Harvest/Capitol i el 5 de novembre al Regne Unit amb el segell Harvest/EMI. Les ressenyes sobre el disc van ser força diverses. Jean-Charles Costa de la revista Rolling Stone va escriure «Meddle no solament confirma al guitarrista líder David Gilmour com un baluard dins del grup, sinó que també afirma de forma enèrgica i precisa que la banda torna al camí del creixement», i NME el va anomenar «un àlbum excepcionalment bo». La crítica de Melody Maker va ser més reservada, dient que l'àlbum era «... una banda sonora d'una pel·lícula inexistent». «One of These Days» i «Echoes» es van tocar en els concerts de Live At Pompeii, en dues parts, i també en el concert de la BBC de 1971 In Concert. Malgrat que al Regne Unit va arribar a assolir el lloc número 3 de la llista d'àlbums més venuts, la mediocre publicitat feta per part de Capitol Records va fer que l'àlbum es vengués malament als Estats Units, arribant només a la posició 70 de les llistes. El 29 de novembre de 1971, «One of These Days» es va editar com a senzill de 7 polzades als Estats Units amb «Fearless» com a Cara B.
Meddle va aconseguir el disc d'or per part de la RIAA el 29 d'octubre de 1973 i el de doble platí l'11 de març de 1994, gràcies a l'atenció que van recollir amb el posterior èxit de la banda als Estats Units.

### Reedicions
El 1984 es va treure al mercat una edició remasteritzada en vinil d'alta qualitat i també en cassette. Mobile Fidelity Sound Lab, després va llançar Meddle en format LP remasteritzat i l'abril de 1989 en un format CD «Ultradisc» d'or. A més, l'àlbum es va incloure a la caixa recopilatòria Shine On el 2 de novembre de 1992.

## Llista de cançons
| 1. | «One of These Days»                           | Waters, Wright, Mason, Gilmour                   | Instrumental | 5:57 |
| 2. | «A Pillow of Winds»                           | Waters, Gilmour                                  | Gilmour      | 5:10 |
| 3. | «Fearless» (inclou «You'll Never Walk Alone») | Waters, Gilmour (inclou Rodgers, Hammerstein II) | Gilmour      | 6:08 |
| 4. | «San Tropez»                                  | Waters                                           | Waters       | 3:43 |
| 5. | «Seamus»                                      | Waters, Wright, Mason, Gilmour                   | Gilmour      | 2:16 |

| 1. | «Echoes» | Waters, Wright, Mason, Gilmour | Gilmour, Wright | 23:29 |

## Crèdits
Pink Floyd
- Roger Waters - baix, veu, guitarra a «San Tropez» i guitarra addicional.
- David Gilmour - guitarra, baix a «One of These Days», veu i harmònica a «Seamus».
- Richard Wright - Hammond, òrgans, piano, veu a «Echoes».
- Nick Mason - bateria, percussió i efectes de veu (frase parlada) a «One Of These Days».

Producció
- Producció artística: Pink Floyd.
- Enginyers d'àudio: Peter Bown, John Leckie (Abbey Road i Air studios); Rob Black i Roger Quested (Morgan Studios).
- Caràtula: Hipgnosis.
- Fotografia addicional: Bob Dowling (fotografia de portada i contraportada).

Edició en disc compacte
- Remasterització: Doug Sax, James Guthrie
- Disseny interior: Storm Thorgerson i Peter Curzon (disseny de la versió remasteritzada de l'àlbum).
- Fotografia addicional: Tony May (interior), Hipgnosis (banda).

Altres crèdits
- «Fearless» inclou un fragment del tema «You'll never walk alone» himne del Liverpool FC compost per Rodgers Hammerstein II.
- Seamus era el gos de Steve Marriott, i borda en el tema del mateix nom.

## Posició a les llistes
| Any  | Llista                        | Posició més alta |
| ---- | ----------------------------- | ---------------- |
| 1971 | Llista britànica d'àlbums     | 3                |
| 1971 | Llista estatunidenca d'àlbums | 70               |